# Waleed Saleh Alkhalifa
Waleed Saleh Alkhalifa (en árabe, وليد صالح الخليفة) (Mandali, Irak, 1951) es un investigador iraquí nacionalizado español especializado en didáctica de la lengua árabe y literatura árabe y analista sociopolítico sobre el mundo árabe y musulmán. Profesor emérito de la Universidad Autónoma de Madrid. Waleed Saleh ha impartido clase en distintas universidades y centros educativos de Irak, Marruecos y España. 

## Biografía
Nació en Mandali, un pequeño pueblo iraquí en la frontera con Irán. Se trasladó a Bagdad donde en 1972 se licenció en la Facultad de Pedagogía, sección Lengua y Literatura Árabes de laUniversidad de Bagdad. Entre 1973 y 1978 fue profesor en varios centros de enseñanza en Irak. Entre 1978 y 1984 residió en Marruecos donde fue profesor en diferentes centros, especialmente en la Escuela Universitaria de Magisterio de Errachidia. En 1984 se trasladó a España donde reside. Se doctoró en 1990 en la Universidad Autónoma de Madrid en Filología Árabe y en 1994 se licenció en Hispánicas, sección Literatura Española en la Universidad de Valencia y realizó el doctorado en Estudios Árabes e Islámicos en la Universidad Autónoma de Madrid. En el año 1997 se incorporó al Departamento de Estudios Árabes e Islámicos de la Universidad Autónoma de Madrid, donde en la actualidad es profesor honorífico.
Ha realizado distintos trabajos de corresponsal en periódicos árabes, de asesor literario y fue miembro del consejo de redacción de Algarabía, revista sobre didáctica del árabe editada por el Centro de Profesores de Málaga. Secretario de Redacción en la revista ISIMU sobre Oriente Próximo y Egipto en la Antigüedad, publicada por el Centro Superior de Estudios de Asiriología y Egiptología de la Universidad Autónoma de Madrid. 
Desde 1992 es Traductor Jurado de Árabe nombrado por el Ministerio de Asuntos Exteriores de España, . Ha traducido a este idioma distintas obras en lengua española, especialmente a Gabriel García Márquez. También ha realizado distintas traducciones literarias del árabe al español. 
Colabora como comentarista político en distintos medios de comunicación españoles.

## Publicaciones

### Análisis sociopolítico
- Oriente Medio: el laberinto de Bagdad, Doble J, Sevilla, 2004. ISBN 84-933265-5-0 (VVAA. Ignacio Gutiérrez de Terán, coord.)
- Irak: invasión, ocupación y caos, Los Libros de la Catarata, Madrid, 2005. ISBN 978-84-8319-257-3 (VVAA. Ignacio Gutiérrez de Terán, coord.)
- Amor, sexualidad y matrimonio en el Islam, Ediciones del Oriente y del Mediterráneo 2010. Fundación Tres Culturas del Mediterráneo, Madrid - Sevilla, ISBN: 978-84-96327-75-7.
- El ala radical del islam. El islam político: realidad y ficción, Siglo XXI, Madrid, 2007. ISBN 978-84-323-1285-4[1]
- El Islam entre el fundamentalismo y el diálogo”, (2013) en Diálogo de culturas y educación, Editorial Síntesis, Madrid, Pág. 125-139, ISBN: 978-84-9958-823-0.
- Librepensamiento i islam, (2016)  Editorial Tirant Humanidades, Valencia.
- Feminismo e islam. Una ecuación imposible (2022) editorial El Paseo ISBN 978-84-19188-03-8

### Lengua y literatura árabe
- Cuentos tradicionales árabes, Ibersaf, Madrid, 2003. ISBN 84-95803-14-3 (VVAA)
- Curso práctico de lengua árabe II, Ibersaf, Madrid, 2002. ISBN 84-95803-40-2
- Curso práctico de lengua árabe I, Ibersaf, Madrid, 2001. ISBN 84-95803-00-3
- Siglo y medio de teatro árabe: contenido tradicional y teatro, Ediciones de la Universidad Autónoma, Madrid, 2000. ISBN 84-7477-770-4
- Abd al-Wahab al-Bayati, min Bab al-Shayj ilà Qurtuba, Dar al-Hadata, Beirut, 1992.[7]
- Lengua árabe : gramática y ejercicios : nivel intermedio, Cantarabia, Madrid, 1991. ISBN 84-86514-22-3